# Lophaster gaini
Lophaster gaini är en sjöstjärneart som beskrevs av Jean Baptiste François René Koehler 1912. Lophaster gaini ingår i släktet Lophaster och familjen solsjöstjärnor. Inga underarter finns listade i Catalogue of Life.